# West Modesto (Kalifornija)
West Modesto je naseljeno područje za statističke svrhe u američkoj saveznoj državi Kalifornija. Prema popisu stanovništva iz 2010. u njemu je živjelo 5.682 stanovnika.